# Euselasia zara
Euselasia zara is een vlindersoort uit de familie van de prachtvlinders (Riodinidae), onderfamilie Euselasiinae.
Euselasia zara werd in 1851 beschreven door Westwood.